# Tyranneau du Napo
Rhynchocyclus aequinoctialis
Espèce
Répartition géographique
Statut de conservation UICN

 LC  : Préoccupation mineure
Le Tyranneau du Napo (Rhynchocyclus aequinoctialis) est une espèce de passereaux de la famille des Tyrannidae.

## Répartition et sous-espèces
Selon la classification de référence du Congrès ornithologique international (15.1, 2025) il se répartit en sept sous-espèces (ordre phylogénique) :
- R. a. bardus (Bangs & Barbour, 1922) — est du Panama et nord-ouest de la Colombie ;
- R. a. mirus Meyer de Schauensee, 1950 — aval du río Atrato ;
- R. a. flavus (Chapman, 1914) — Colombie et nord-ouest du Venezuela ;
- R. a. jelambianus Avelado & Peréz, 1994 — nord-est du Venezuela ;
- R. a. tamborensis Todd, 1952 — río Lebrija ;
- R. a. aequinoctialis (Sclater, 1858) — ouest de l'Amazonie ;
- R. a. cryptus Simões, Cerqueira, Peloso & Aleixo, 2021 — varzea du centre-sud-ouest de l'Amazonie.